# Георгиевский, Гоче
Гоче Георгиевский (макед. Гоче Георгиевски; род. 12 февраля 1987, Скопье) — македонский гандболист, правый полусредний клуба «Вардар» и сборной Македонии.

## Карьера
Гандболом занимается с 16 лет. Воспитанник школы клуба «Металург», первый тренер Владимир Глигоров. В основном составе клуба с 2006 года. В сборной Македонии сыграл 12 матчей, выступал на чемпионате мира 2013 года.